# Kurkowszczyzna
Kurkowszczyzna – Zaścianek szlachecki w dawnym Księstwie potem województwie mścisławskim należący do rodu Kurków herbu Kur, którzy to pod wodzą brata Króla Władysława Jagiełły - Siemiona Lingwena (1390-1430) - dowódcy pułków smoleńskich - (chorągwi mścisławskiej...), brali bohatersko udział w Bitwie pod Grunwaldem - o czym wspomina Jan Długosz.